# Sinularia dissecta
Sinularia dissecta is een zachte koraalsoort uit de familie Alcyoniidae. De koraalsoort komt uit het geslacht Sinularia. Sinularia dissecta werd in 1945 voor het eerst wetenschappelijk beschreven door Tixier-Durivault. 